# Бонкув (Вроцлавський повіт)
Бонкув (пол. Bąków) — село в Польщі, у гміні Длуґоленка Вроцлавського повіту Нижньосілезького воєводства.
Населення — 145 осіб (2011).
У 1975-1998 роках село належало до Вроцлавського воєводства.

## Демографія
Демографічна структура станом на 31 березня 2011 року:
|          | Загалом | Допрацездатний вік | Працездатний вік | Постпрацездатний вік |
| -------- | ------- | ------------------ | ---------------- | -------------------- |
| Чоловіки | 75      | 27                 | 46               | 2                    |
| Жінки    | 70      | 18                 | 45               | 7                    |
| Разом    | 145     | 45                 | 91               | 9                    |